# Frannz

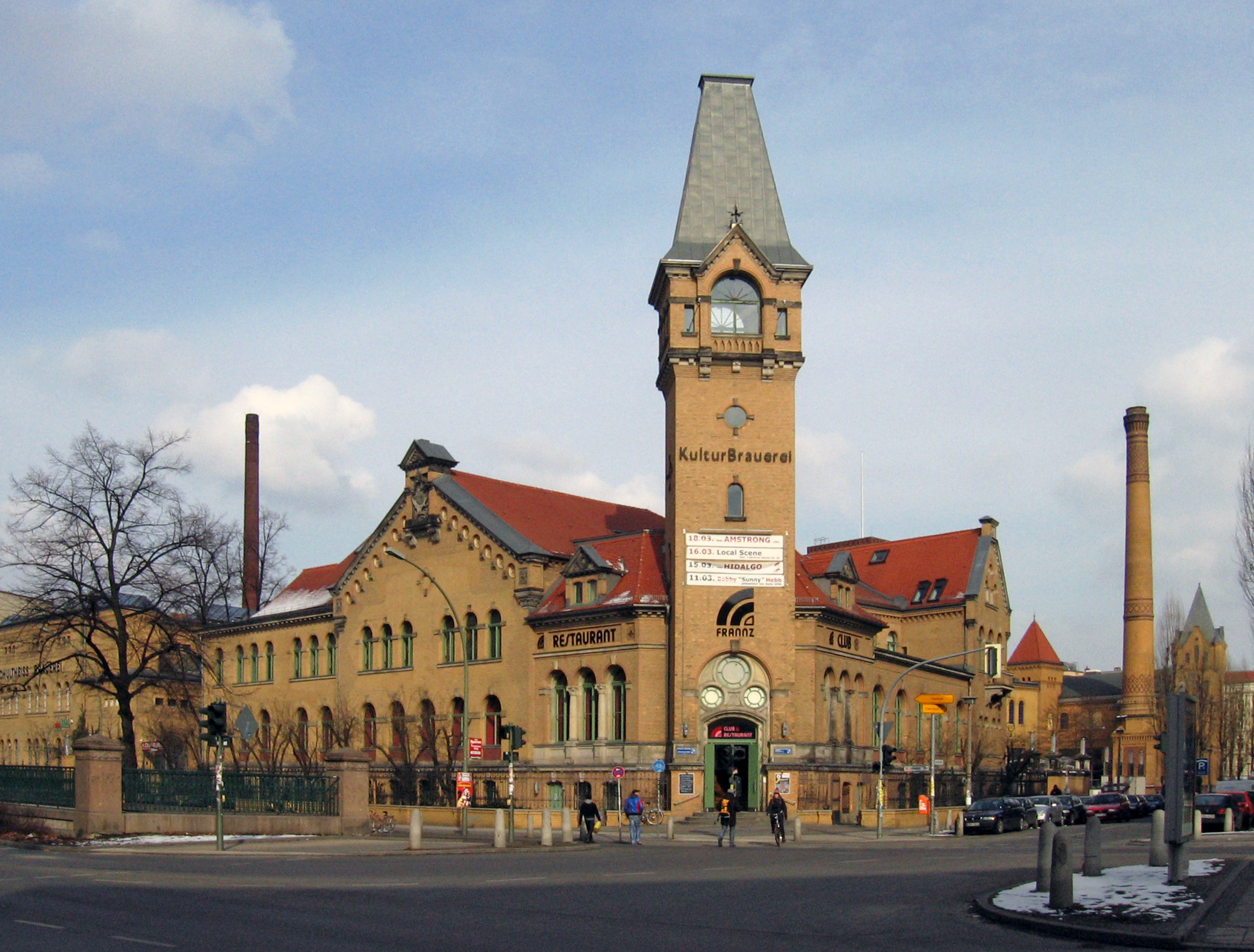
Der Frannz in der Kulturbrauerei

Der Frannz (auch Frannz-Club genannt) ist ein Musik-Club mit Biergarten und Restaurant in Berlin. Er liegt auf dem Gelände der heutigen Kulturbrauerei, im Kollwitzkiez des Ortsteils Prenzlauer Berg (Bezirk Pankow).

## Geschichte
Der Franz-Club wurde am 1. Januar 1970 vom Stadtbezirk als Jugendclub Erich Franz      
in Räumen der ehemaligen Schultheiss-Brauerei gegründet. Jeden Abend spielten hier bekannte sowie unbekannte Bands. Der Club konnte sich als Nische für die Ost-Berliner Musikszene etablieren und wurde sehr schnell zum Publikumsmagneten. So spielten hier nach der Wende Bands wie Steppenwolf, Pankow, Jazzkantine. Außerdem fand hier das Wiedervereinigungskonzert der Band Renft statt. Am 1. August 1997 schloss der Club wegen gestiegener Mietpreise. 
Im September 2004 eröffnete an gleicher Stelle das Restaurant „frannz“ mit dem dort angeschlossenen „frannz Club“.

## Veranstaltungen
- Mehr als 170 Rock-Konzerte  wurden zwischen 1990 und 2023 im Frannz gespielt.[2]
- Seit 2019 wird im Frannz  "Die Schöne Party" zweimal im Monat gefeiert.